# Portada/article juliol 16

## Manuel Joaquim Raspall i Mayol
Manuel Joaquim Raspall i Mayol (Barcelona, 24 de maig de 1877 – la Garriga, 15 de setembre de 1937) fou un arquitecte modernista i noucentista català.
Arquitecte d'un modernisme tardà, no arribà a tenir la fama dels seus predecessors i mestres Domènech i Montaner o Puig i Cadafalch que havien gaudit de l'interès de les grans fortunes i els mecenes entre els seus clients. Tanmateix, Raspall va saber adaptar-se a un temps canviant i la seva obra va del modernisme al noucentisme per acabar en un déco incipient. La major part de les seves obres es concentren entre Barcelona i el Vallès Oriental. Les obres principals a la Garriga i Cardedeu, avui considerades Bé Cultural d'Interès Nacional, van estar a punt de caure sota les excavadores als anys 70. De fet, quasi un 60% dels més de 760 projectes signats han desaparegut. Raspall, a més, actuà com urbanista, ja que fou arquitecte municipal de l'Ametlla del Vallès, la Garriga, Caldes de Montbui i Granollers en un període de creixement que forçà aquests municipis a desenvolupar un planejament urbanístic vigent fins als anys 80.